# 메르세데스-벤츠 GL 클래스 X164
메르세데스-벤츠 GL 클래스 X164(영어: Mercedes-Benz GL-Class X164)는 2006년부터 2012년까지 메르세데스-벤츠에서 생산했던 풀 사이즈 럭셔리 SUV다.

## 개발 및 런칭
X164 GL-클래스는 2006년 북미 국제 오토 쇼에서 데뷔했으며 동년 9월 유럽에서 인도를 시작했다. X164 GL-Class를 포함한 차량 생산을 준비하기 위해 약 6 억 달러가 Mercedes Alabama 공장에 투자되었다.
당시 대부분의 3열 럭셔리 SUV와 달리 GL-클래스는 렉서스 LX 및 캐딜락 에스컬레이드와 같은 차량에서 볼 수 있는 바디 온 프레임 구조 대신 M 클래스 플랫폼의 길고 확장된 버전을 기반으로 한다.
GL500 모델은 미국에서 GL550으로 표시된다.

## 장비
모든 모델은 가죽 전기 시트, 자동 실내온도 조절 시스템, 19인치 알로이 휠, 4MATIC 4륜구동, 에어 서스펜션 (최대 307mm까지 조절 가능) 및 7단 7G-트로닉 자동 변속기를 갖추고 있다. GL-Class 모델은 타이어 압력 모니터링 시스템, DAB 디지털 라디오, 후진 카메라 및 뒷좌석 인포테인먼트 화면과 함께 옵션으로 제공된다.그랜드 에디션 모델도 2011년부터 제공되었으며 재설계된 전면 범퍼, 3개의 슬랫이 있는 더 큰 그릴, 20인치 AMG 알로이 휠, 바이크세논 헤드 램프 및 투톤 인테리어가 특징이다.

## 모델

### 가솔린 엔진
| 모델명 | 연식          | 엔진              | 일률 출력                   | 돌림힘 출력                           | 0-100 km/h (0-62 mph) |
| ------ | ------------- | ----------------- | --------------------------- | ------------------------------------- | --------------------- |
| GL450  | 2006년~2012년 | M273 E47 4.7L V8  | 250 kW (335 hp) @ 6,000 rpm | 460 N·m (339 lb·ft) @ 2,700–5,000 rpm | 7.2 s                 |
| GL500  | 2006년~2012년 | M273 E55 5.5 L V8 | 285 kW (382 hp) @ 6,000 rpm | 530 N·m (391 lb·ft) @ 2,800–4,800 rpm | 6.6 s                 |

### 디젤 엔진
| 모델명            | 연식           | 엔진                          | 일률 출력                         | 돌림힘 출력                           | 0-100 km/h (0-62 mph) |
| ----------------- | -------------- | ----------------------------- | --------------------------------- | ------------------------------------- | --------------------- |
| GL320 CDddI       | 2006년~2009년  | OM642 DE30 3.0 L V6 터보      | 165 kW (221 hp) @ 3,800 rpm       | 510 N·m (376 lb·ft) @ 1,600–2,800 rpm | 9.5초                 |
| GL350 CDI         | 2009년         | OM642 DE30 3.0 L V6 터보      | 135 kW (181 hp) @ 5,000–6,250 rpm | 320 N·m (236 lb·ft) @ 1,750–2,000 rpm | 9.5초                 |
| GL350 CDI         | 2010년~2012년  | OM642 LS DE30 3.0 L V6 터보   | 195 kW (261 hp) @ 3,800 rpm       | 620 N·m (457 lb·ft) @ 1,600–2,400 rpm | 7.9초                 |
| GL350 CDI BlueTec | 2009년~2012년  | OM642 DE30 3.0 L V6 터보      | 155 kW (208 hp) @ 3,400 rpm       | 540 N·m (398 lb·ft) @ 1,600–2,400 rpm | 3.6 s                 |
| GL420 CDI         | 2006년~2009년  | OM629 DE40 4.0 L V8 트윈 터보 | 225 kW (302 hp) @ 3,600 rpm       | 700 N·m (516 lb·ft) @ 2,000–2,600 rpm | 7.6 s                 |
| GL450 CDI         | 2009년, 2010년 | OM629 DE40 4.0 L V8 트윈 터보 | 225 kW (302 hp) @ 3,600 rpm       | 700 N·m (516 lb·ft) @ 2,000–2,600 rpm | 7.6 s                 |

## 모델 연식 변경사항

### 2009년 페이스리프트
다음 변경 사항은 2009년 6월 이후 생산된 모델에 적용되었다.
- 재설계된 라디에이터 그릴, 안개등, 범퍼, 윙 미러, LED 헤드라이트 및 미등을 포함한 외부 디자인 변경[10]
- 재설계된 좌석 및 스티어링 휠을 포함한 인테리어 디자인 변경[11]
- 테노 라이트 그레이 및 팔라듐 실버 외장 색상 옵션 추가[12]
- 모든 디젤 모델은 이제 배기 시스템 (BlueTEC)에서 요소 주입을 받아 50개 상태 배출 요건을 충족한다.[13]
- GL350 CDI BlueTec, GL350 CDI로 재배지 된 GL320 CDI 모델 및 GL450 CDI로 재배지 된 GL420 CDI 소개[14]

### 2010년
- GL350 CDI 엔진 업데이트 및 GL450 CDI 생산 종료

### 2011년
- GL450 및 GL350 CDI BlueTec용 그랜드 에디션 모델 소개[15]

## 매출액
다음은 X164 GL-클래스의 판매 수치이다.
참고: 2012년 판매 수치에는 차세대 모델이 포함되어 있다.
| 연식   | 유럽   | 미국    |
| ------ | ------ | ------- |
| 2006   | 3,007  | 18,776  |
| 2007   | 8,027  | 26,396  |
| 2008   | 4,227  | 23,328  |
| 2009   | 2,871  | 15,012  |
| 2010   | 2,249  | 19,943  |
| 2011   | 2,508  | 25,139  |
| 2012   | 1,573  | 26,042  |
| Total: | 24,462 | 154,636 |

## 수상
- 2007년 MotorTrend "올해의 SUV"[18]
- 2008 Car and Driver "10 Best Trucks and SUVs"상[19]
- 2011 AutoPacific "Motorist Choice Award"SUV 부문[20]